# Winter World University Games 2025/Teilnehmer (Niederlande)
| Gelbes Symbol für Goldmedaillen mit stilisierten Olympischen Ringen | Graues Symbol für Silbermedaillen mit stilisierten Olympischen Ringen | Braundes Symbol für Bronzemedaillen mit stilisierten Olympischen Ringen |
| ------------------------------------------------------------------- | --------------------------------------------------------------------- | ----------------------------------------------------------------------- |
| —                                                                   | 1                                                                     | —                                                                       |

Die Niederlande nahm mit 17 Athleten (11 Männer, 6 Frauen) an den Winter World University Games 2025 in Turin teil.

## Medaillen

### Medaillenspiegel
| Rang   | Sportart  | Gold | Silber | Bronze | Gesamt |
| ------ | --------- | ---- | ------ | ------ | ------ |
| 1      | Snowboard | —    | 1      | —      | 1      |
| Gesamt | Gesamt    | 0    | 1      | 0      | 1      |

### Medaillengewinner
| Name/n     | Sportart  | Wettkampf  |
| ---------- | --------- | ---------- |
| Silber     |           |            |
| Thom Vogel | Snowboard | Slopestyle |

## Teilnehmer nach Sportarten

### Biathlon
| Athleten        | Wettbewerbe        | Zeit        | Fehler      | Rang |
| --------------- | ------------------ | ----------- | ----------- | ---- |
| Männer          |                    |             |             |      |
| Peter van Driel | 15 km Einzel       | 58:33,6 min | 7 (1+1+1+4) | 48   |
| Jon Visser      | 10 km Sprint       | 29:32,2 min | 6 (3+3)     | 42   |
| Jon Visser      | 12,5 km Verfolgung | LAP         | LAP         | LAP  |
| Jon Visser      | 15 km Einzel       | DNS         | DNS         | DNS  |

### Eiskunstlauf
| Athleten            | Wettbewerbe | Kurzprogramm/ Rhythmustanz | Kurzprogramm/ Rhythmustanz | Kür           | Kür           | Gesamt | Gesamt |
| Athleten            | Wettbewerbe | Punkte                     | Rang                       | Punkte        | Rang          | Punkte | Rang   |
| ------------------- | ----------- | -------------------------- | -------------------------- | ------------- | ------------- | ------ | ------ |
| Frauen              |             |                            |                            |               |               |        |        |
| Rosanna van der Pas | Einzel      | 34,93                      | 28                         | ausgeschieden | ausgeschieden | 34,93  | 28     |

### Shorttrack
| Athleten                                                                                            | Wettbewerbe    | Qualifikation | Qualifikation | Vorlauf       | Vorlauf       | Viertelfinale | Viertelfinale | Halbfinale    | Halbfinale    | Finale                 | Finale        | Rang |
| Athleten                                                                                            | Wettbewerbe    | Zeit          | Rang          | Zeit          | Rang          | Zeit          | Rang          | Zeit          | Rang          | Zeit                   | Rang          | Rang |
| --------------------------------------------------------------------------------------------------- | -------------- | ------------- | ------------- | ------------- | ------------- | ------------- | ------------- | ------------- | ------------- | ---------------------- | ------------- | ---- |
| Frauen                                                                                              |                |               |               |               |               |               |               |               |               |                        |               |      |
| Bibi Arts                                                                                           | 500 m          | —             | —             | 45,851 s      | 3             | ausgeschieden | ausgeschieden | ausgeschieden | ausgeschieden | ausgeschieden          | ausgeschieden | 23   |
| Bibi Arts                                                                                           | 1000 m         | —             | —             | 1:35,593 min  | 3             | ausgeschieden | ausgeschieden | ausgeschieden | ausgeschieden | ausgeschieden          | ausgeschieden | 21   |
| Bibi Arts                                                                                           | 1500 m         | —             | —             | —             | —             | 2:41,804 min  | 4             | ausgeschieden | ausgeschieden | ausgeschieden          | ausgeschieden | 21   |
| Femke de Boer                                                                                       | 500 m          | —             | —             | 46,574 s      | 4             | ausgeschieden | ausgeschieden | ausgeschieden | ausgeschieden | ausgeschieden          | ausgeschieden | 28   |
| Femke de Boer                                                                                       | 1000 m         | —             | —             | PEN           | PEN           | ausgeschieden | ausgeschieden | ausgeschieden | ausgeschieden | ausgeschieden          | ausgeschieden | 37   |
| Femke de Boer                                                                                       | 1500 m         | —             | —             | —             | —             | 2:39,711 min  | 5             | ausgeschieden | ausgeschieden | ausgeschieden          | ausgeschieden | 26   |
| Mijntje de Jong                                                                                     | 500 m          | —             | —             | 45,671 s      | 2             | 1:08,364 min  | 4             | ausgeschieden | ausgeschieden | ausgeschieden          | ausgeschieden | 14   |
| Mijntje de Jong                                                                                     | 1000 m         | —             | —             | 1:38,697 min  | 3             | ausgeschieden | ausgeschieden | ausgeschieden | ausgeschieden | ausgeschieden          | ausgeschieden | 24   |
| Mijntje de Jong                                                                                     | 1500 m         | —             | —             | —             | —             | 2:42,682 min  | 5             | ausgeschieden | ausgeschieden | ausgeschieden          | ausgeschieden | 27   |
| Männer                                                                                              |                |               |               |               |               |               |               |               |               |                        |               |      |
| Peter de Boer                                                                                       | 500 m          | 43,429 s      | 4             | ausgeschieden | ausgeschieden | ausgeschieden | ausgeschieden | ausgeschieden | ausgeschieden | ausgeschieden          | ausgeschieden | 32   |
| Bram Steenaart                                                                                      | 500 m          | 42,722 s      | 3             | 42,762        | 3             | 41,983        | 4             | ausgeschieden | ausgeschieden | ausgeschieden          | ausgeschieden | 14   |
| Bram Steenaart                                                                                      | 1000 m         | 1:30,413 min  | 1             | 1:28,306 min  | 2             | ADV           | 4             | 2:25,785 min  | 6             | B-Finale: 2:12,333 min | 6             | 11   |
| Bram Steenaart                                                                                      | 1500 m         | —             | —             | —             | —             | 2:22,214 min  | 2             | PEN           | PEN           | ausgeschieden          | ausgeschieden | 21   |
| Niels Kingma                                                                                        | 500 m          | 42,527 s      | 1             | 42,385 s      | 2             | 41,782 s      | 2             | 1:06,384 min  | 3             | B-Finale: 42,923 min   | 1             | 6    |
| Niels Kingma                                                                                        | 1000 m         | 1:27,961 min  | 3             | 1:31,015 min  | 2             | 1:38,685 min  | 4             | 2:19,316 min  | 4             | B-Finale: 1:31,135 min | 4             | 9    |
| Idse van Benthum                                                                                    | 1500 m         | —             | —             | —             | —             | 2:33,996 min  | 2             | 2:22,738 min  | 3             | B-Finale: 2:30,532 min | 5             | 12   |
| Bas van der Valk                                                                                    | 1000 m         | 1:30,972 min  | 1             | PEN           | PEN           | ausgeschieden | ausgeschieden | ausgeschieden | ausgeschieden | ausgeschieden          | ausgeschieden | 29   |
| Bas van der Valk                                                                                    | 1500 m         | —             | —             | —             | —             | 2:23,424 min  | 1             | 2:21,515 min  | 2             | 2:28,843 min           | 5             | 5    |
| Niels Kingma Peter de Boer Bas van der Valk Idse van Benthum (B-Finale) Bram Steenaart (Halbfinale) | 5000 m Staffel | —             | —             | —             | —             | —             | —             | 7:09,140 min  | 3             | B-Finale: 7:00,382 min | 1             | 5    |
| Mixed                                                                                               |                |               |               |               |               |               |               |               |               |                        |               |      |
| Bibi Arts Mijntje de Jong Bram Steenaart Niels Kingma                                               | 2000 m Staffel | —             | —             | —             | —             | 2:45,930 min  | 2             | 2:44,012 min  | 3             | B-Finale: 2:46,818 min | 2             | 6    |

### Ski Alpin
| Athleten         | Wettbewerbe        | 1. Lauf     | 1. Lauf | 2. Lauf     | 2. Lauf | Gesamt      | Gesamt |
| Athleten         | Wettbewerbe        | Zeit        | Rang    | Zeit        | Rang    | Zeit        | Rang   |
| ---------------- | ------------------ | ----------- | ------- | ----------- | ------- | ----------- | ------ |
| Frauen           |                    |             |         |             |         |             |        |
| Myrthe Jager     | Riesenslalom       | 1:09,25 min | 46      | 1:08,70 min | 40      | 2:17,95 min | 41     |
| Myrthe Jager     | Slalom             | DNF         | DNF     | DNF         | DNF     | DNF         | DNF    |
| Noa Rabou        | Riesenslalom       | 1:08,34 min | 42      | 1:06,39 min | 29      | 2:14,73 min | 35     |
| Noa Rabou        | Slalom             | 40,57 s     | 14      | 38,82 s     | 1       | 1:19,39 min | 5      |
| Männer           |                    |             |         |             |         |             |        |
| Tobias Besselaar | Super-G            | —           | —       | —           | —       | 1:05,42 min | 43     |
| Tobias Besselaar | Riesenslalom       | 1:09,25 min | 75      | 1:09,29 min | 63      | 2:18,54 min | 65     |
| Tobias Besselaar | Slalom             | DNF         | DNF     | DNF         | DNF     | DNF         | DNF    |
| Tobias Besselaar | Alpine Kombination | 1:07,77 min | 53      | 48,44       | 50      | 1:56,21 min | 50     |
| Jurre Jeurissen  | Riesenslalom       | DNF         | DNF     | DNF         | DNF     | DNF         | DNF    |
| Jurre Jeurissen  | Slalom             | 44,03 s     | 37      | DNF         | DNF     | DNF         | DNF    |

| Athleten                                                | Wettbewerbe | Achtelfinale | Achtelfinale | Viertelfinale | Viertelfinale | Halbfinale    | Halbfinale    | Finale        | Finale        | Rang |
| Athleten                                                | Wettbewerbe | Gegner       | Punkte       | Gegner        | Punkte        | Gegner        | Punkte        | Gegner        | Punkte        | Rang |
| ------------------------------------------------------- | ----------- | ------------ | ------------ | ------------- | ------------- | ------------- | ------------- | ------------- | ------------- | ---- |
| Mixed                                                   |             |              |              |               |               |               |               |               |               |      |
| Noa Rabou Jurre Jeurissen Myrthe Jager Tobias Besselaar | Mannschaft  | Schweiz      | 1:3          | ausgeschieden | ausgeschieden | ausgeschieden | ausgeschieden | ausgeschieden | ausgeschieden | 9    |

### Snowboard
| Athleten       | Wettbewerbe | Qualifikation | Qualifikation | Finale | Finale | Rang   |
| Athleten       | Wettbewerbe | Punkte        | Rang          | Punkte | Rang   | Rang   |
| -------------- | ----------- | ------------- | ------------- | ------ | ------ | ------ |
| Männer         |             |               |               |        |        |        |
| Thom Vogel     | Big Air     | 91,75         | 2             | 88,25  | 4      | 4      |
| Thom Vogel     | Slopestyle  | 83,75         | 4             | 88,75  | 2      | Silber |
| Kai Groeneveld | Big Air     | 85,25         | 7             | 84,25  | 6      | 6      |
| Kai Groeneveld | Slopestyle  | 62,75         | 11            | 51,25  | 8      | 8      |